# Ukrajinská protiofenzíva (2023)
Ukrajinská protiofenzíva (2023) byla vojenským střetnutím mezi ozbrojenými silami Ukrajiny a ozbrojenými silami Ruské federace během ruské invaze na Ukrajinu. Ukrajina tento dlouho očekávaný protiútok zahájila 4. června 2023 na několika směrech v Doněcké a Záporožské oblasti. Hlavním cílem z ukrajinského pohledu bylo dosažení Azovského moře a přerušení pozemního koridoru na Krym, což mělo Rusům zkomplikovat obranu tohoto poloostrova. Protiofenzíva skončila neúspěchem Ukrajiny.
Již v průběhu června se Ukrajinci po neúspěšných mechanizovaných útocích a ztrátách obrněné techniky zaměřili na ničení sil protivníka, k čemuž využívali zejména údery přesně naváděnou municí z raketometů HIMARS. Vzhledem k rozsahu ruského obranného systému a zaminovaných oblastí zároveň přešli k taktice útoků malých skupin pěchoty. Ukrajinci byli již v prvních týdnech terčem kritiky ze strany některých západních představitelů za pomalý postup, ukrajinský vrchní velitel Zalužnyj si naopak stěžoval na pomalé dodávky zbraní ze Západu a nedostatečnou palebnou podporu.
Na přelomu srpna a září Ukrajinci na jihu u obce Robotyne prolomili první ruskou obrannou linii, díky čemuž měl ukrajinský postup zrychlit. O zhoršující se pozici ruských sil v oblasti navíc podle některých analytiků svědčily přesuny kvalitnějších jednotek z jiných úseků fronty. Rozhodující průlom se však ukrajinské armádě nepodařil. Ta sice posilovala svou přítomnost na východním břehu řeky Dněpr, ovšem na počátku prosince se i zde ocitla v defenzívě.
Do konce října 2023 se Ukrajincům podařilo osvobodit 545 km². Na některých úsecích fronty na východě Ukrajiny naopak dokázali mírně uspět Rusové. Zejména v letních měsících postoupili směrem na Kupjansk, od počátku října i za cenu vysokých ztrát útočili u Avdijivky. Vzhledem k faktu, že Ukrajinci stáhli k Avdijivce v druhé polovině října zálohy v podobě 47. brigády, která byla v průběhu léta jednou z rozhodujících jednotek při ukrajinském postupu na jihu, došlo k utlumení bojů a ukrajinského postupu na jižní frontě, které předznamenalo ruské převzetí iniciativy jako v zimě 2022/23. I vzhledem k tomu začaly na Západě sílit hlasy považující ukrajinskou protiofenzívu za selhání, neboť nedosáhla hlavních strategických cílů.
Za patovou situaci na počátku listopadu přitom označil i sám Zalužnyj a za konec protiofenzívy je tak možné de facto označit konec října, jak popisovala průběžně ukrajinská, německá, americká i ruská média. 1. prosince prezident Volodymyr Zelenskyj v rozhovoru s agenturou AP prohlásil, že válka se ocitla v nové fázi a protiofenzíva nedosáhla požadovaných výsledků. Rusové navíc zahájili novou ofenzívu na východě Ukrajiny, která měla využít oslabení ukrajinských sil a která do léta 2024 vedla k opětovnému dobytí podstatné části území, které na jihu země během protiofenzívy osvobodila ukrajinská armáda.

## Pozadí
Po Ukrajinou vedené chersonské a charkovské protiofenzívě na konci roku 2022 se frontové linie do značné míry ustálily, přičemž boje se během první poloviny roku 2023 soustředily především kolem města Bachmut. Rusko mezitím vybudovalo na 800 km dlouhé frontě v rámci přípravy na ukrajinskou protiofenzívu několik obranných linií do hloubky až několik desítek kilometrů, čímž vytvořilo nejrozsáhlejší obranný systém v Evropě od konce druhé světové války. Jako nejzranitelnější se jevila Záporožská oblast, neboť její osvobození ukrajinskou armádou by znamenalo přerušení Rusy kontrolovaného pozemního spojení z Ruska na Krym a vážné ohrožení zbylých ruských sil na jižní Ukrajině a Krymu, i proto zde ruská armáda vybudovala nejsilnější opevnění.
Ukrajinci měli mít pro svou plánovanou protiofenzívu připravených 12 brigád se zhruba 60 tisíci vojáky. Přestože jádro ukrajinských sil určených k protiofenzívě bylo vycvičeno v zemích NATO, jednalo se převážně o jednotky bez bojových zkušeností. V průběhu protiofenzívy se navíc na ukrajinské straně objevily kritické hlasy k úrovni výcviku, který údajně nedostatečně vojáky připravil na realitu bojiště na Ukrajině.

## Předehra
Znervóznit ruské vedení i veřejnost a přesunout z fronty zálohy na obranu hranic před plánovanou ofenzívou zřejmě s vědomím Ukrajinců měly opakované útoky Ruského dobrovolnického sboru a Legie „Svoboda Ruska“ na Bělgorodskou oblast přímo na ruském území, které proběhly nejprve 22.-23. května a poté od 1. června.
Ve dnech před ukrajinskou protiofenzívou se ukrajinské ozbrojené síly zapojily do testování ruské obrany na Ruskem okupovaných územích Ukrajiny. Dne 3. června 2023 prohlásil ukrajinský prezident Volodymyr Zelenskyj, že Ukrajina je připravena zahájit protiofenzívu. Následující den ukrajinští představitelé vyhlásili „operační ticho“, aby neohrozili vojenské operace.

### Zničení Kachovské přehrady

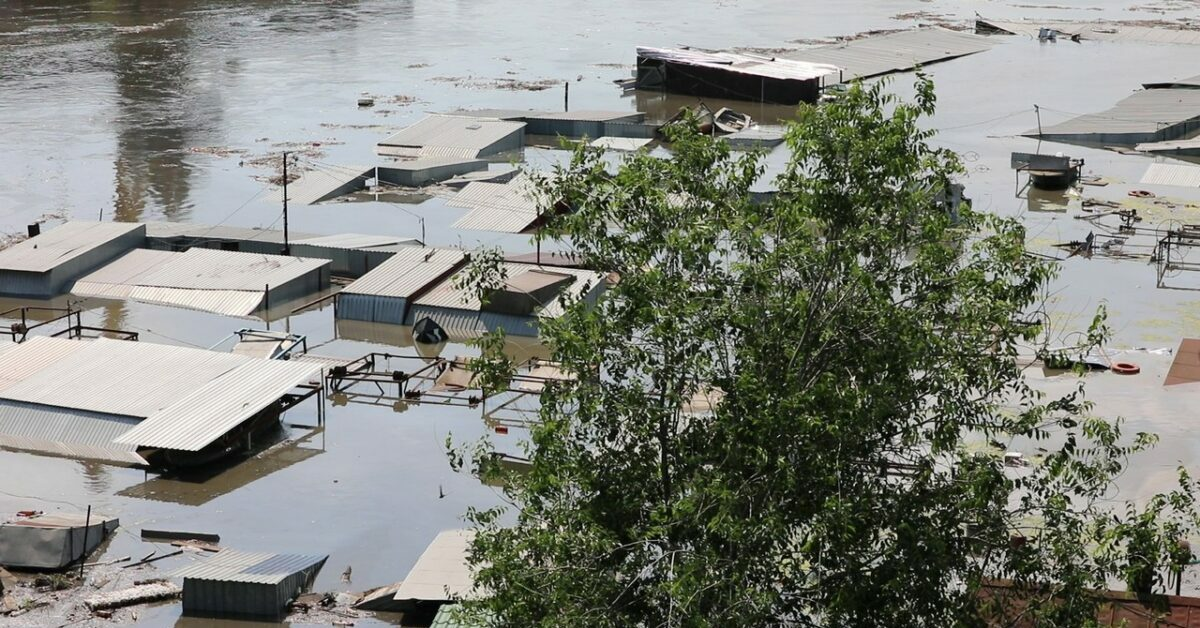
Povodně po zničení Kachovské přehrady

Dne 6. června byla protržena Kachovská přehrada na řece Dněpr, která zaplavila oblasti po proudu a snížila dodávky vody na Krym. Ruské ozbrojené síly ostřelovaly Cherson, kde záchranáři evakuovali obyvatele ohrožené záplavami. Přestože se z protržení přehrady, které mělo výrazné dopady i pro civilní obyvatelstvo, obviňovaly obě strany konfliktu, západní představitelé a analytici se shodovali, že větší výhoda z destrukce přehrady plynula Rusům. Mimo jiné proto, že přehradu, která měla být kvůli době vzniku během studené války odolná proti bombardování, kontrolovali Rusové, kteří by navíc minimálně na několik týdnů až měsíců znemožnili ukrajinský útok tímto směrem. Rusové později skutečně stáhli část jednotek od Dněpru směrem k Záporoží.

### Před protiofenzívou
Od 3. června se ukrajinská 37. brigáda námořní pěchoty zapojila bez podpory těžké techniky do testování ruské obrany poblíž obce Novodoněck v Doněcké oblasti a za pomoci dělostřelectva mírně postoupit. Do 5. června bylo hlášeno ruskými blogery, že Ukrajina zrychlila útočné akce na východní Ukrajině, soustředěné proti oblasti mezi Vuhledarem a Velkou Novosilkou v jižní Doněcké oblasti.
Nejaktivnější byli Ukrajinci u Bachmutu, kde se již v květnu 2023 ukrajinské síly zapojily do „lokálních“ protiútoků v rámci bitvy o Bachmut. V půlce května bylo hlášeno osvobození 20 km2 severně a jižně od Bachmutu. Náměstkyně ukrajinského ministra obrany Hanna Maljarová 6. června uvedla, že ukrajinské síly dosáhly v oblasti Bachmutu postupu až zhruba 1,5 kilometru. Objevily se tak spekulace, že útočné akce byly začátkem dlouho očekávané protiofenzívy. I v následujících dnech si ukrajinské síly nárokovaly další postup o stovky metrů v okolí Bachmutu.

### Informační embargo
Spuštění ofenzivních operací, o kterých 8. června informovala západní média v čele s The Washington Post, ukrajinská strana nepotvrdila. Následující den ukrajinský generální štáb pouze hlásil, že "nepřítel zůstává v defenzívě". O probíhajících bojích prakticky neinformovaly ani neoficiální ukrajinské zdroje, většina informací a videí tak pocházela z ruských zdrojů, které zveličovaly ukrajinské neúspěchy.
K potvrzení útočných operací nakonec došlo ze strany prezidenta Zelenského s dvoudenním zpožděním, kdy však stále nebylo zřejmé, zda se nejedná pouze o klamné útoky s cílem zakrýt hlavní útok v jiném směru, podobně jako se to stalo na podzim 2022, kdy Ukrajinci po zahájení očekávané protiofenzívy u Chersonu překvapivě zaútočili i v Charkovské oblasti, kde se jim podařilo rychle prolomit slabě bráněné obranné linie a bez velkých ztrát osvobodit rozsáhlé území.

## Protiofenzíva

### Východní fronta

#### Kupjansk - Svatove - Kreminna
V polovině července se objevily informace o rozsáhlé koncentraci ruských jednotek o síle až 100 tisíc mužů a 900 tanků v Luhanské oblasti, které měly být připraveny zahájit útok ve směru na důležitý dopravní uzel Kupjansk, o který Rusové přišli na podzim 2022, a zároveň tak odlehčit obráncům v okolí Bachmutu. Rusům se však v dané oblasti podařilo navzdory převaze postoupit jen minimálně.
Významnějšího postupu ruské síly dosáhly pouze v druhé polovině července zhruba 15 km jihozápadně od Svatového, když překročily řeku Žerebec a během týdne získaly řádově desítky km². K výšinám u východního břehu řeky Oskol se jim však nepodařilo dostat, jelikož další postup byl ukrajinskými silami odražen. V následujících týdnech ukrajinské síly v oblasti získaly část ztracených území zpět.
5. srpna se podařilo po měsícech bojů v oblasti dobýt ruským silám obec Novoselivske, která se nachází necelých 20 km severozápadně od Svatového. Nepříznivou situaci ukrajinských jednotek ve směru na Kupjansk potvrdila i povinná evakuace obyvatel 37 obcí pod ukrajinskou kontrolou v Kupjanském rajónu. Ukrajincům se však následně ruský postup podařilo zastavit a naopak část území znovu získat pod svou kontrolu. V říjnu však znovu v oblasti dokázali mírně postoupit Rusové.

#### Bachmut
Dne 8. června ukrajinské síly dokázaly ve směru na Bachmut postoupit o 200 metrů až 1,1 kilometru, dalších omezených zisků dosáhly 9. června. Do 10. června ukrajinské síly postoupily až o 1 400 m v různých blíže nespecifikovaných oblastech bachmutské fronty a sváděly těžké boje v Berchivce a Jahidne. Ve druhé polovině června se Ukrajincům podařilo postoupit zejména jihozápadně od Bachmutu poblíž obcí Kliščivka a Kurďumivka severně od Soledaru.
29. června následně ukrajinský generální štáb prohlásil, že "v sektoru Bachmut ukrajinští vojáci převzali strategickou iniciativu a vedou útočné operace na široké frontě". Na podporu útoku měla být nasazena i bojová vozidla pěchoty CV90. Směry útoků by přitom mohly naznačovat ukrajinskou snahu o obklíčení Bachmutu. Dle Ukrajinců Rusové do oblasti přesunuli některé elitní jednotky.
Na počátku července Ukrajinci sváděli těžké boje zejména jižně od Bachmutu o výšiny poblíž obce Kliščivka. Dle části ruských válečných blogerů útočící jednotky do 5. července výšiny dobyly, a získaly tak taktickou výhodu. Mezi 6. a 7. červencem ukrajinská armáda dosáhla u Bachmutu dalších taktických úspěchů a postoupila o více než kilometr.
Do konce července se Ukrajincům podařilo postoupit jižně od Bachmutu u obcí Kliščivka a Andrijivka. Iniacitivu se následně v oblasti pokusily převzít ruské síly, ovšem nedosáhly žádných úspěchů a při jednom z protiútoků u Andrijivky přišly nejméně o tři moderní tanky T-90M. Dle analytika Toma Coopera již v první polovině srpna došlo k obsazení obou obcí ukrajinskou armádou, dle konzervativnějších zdrojů Rusové v obou obcích operovali ještě na počátku září.
15. září Ukrajinci ohlásili dobytí Andrijivky, o dva dny později pak strategicky významné Kliščijivky. Rusové následně v oblasti podnikali silné protiútoky. Frontová linie se následně ustálila poblíž náspu železniční trati východně od obou obcí. Ten Ukrajinci následně dokázali překročit a pomalu postupovat dále na východ. V průběhu listopadu přebrali iniciativu Rusové, ale jejich útoky nevedly k velkým posunům. Více se ruské armádě dařilo severně od Bachmutu, kde vytlačila Ukrajince od Berchivky, později na přelomu listopadu a prosince dosáhla lokálních úspěchů i u Kliščivjivky.

#### Doněck
11. června ISW také hlásilo nepatrné ukrajinské zisky na linii Avdijivka-Doněck proti ruskému 3. armádnímu sboru. 18. června byl hlášen další postup Ukrajinců severně od Avdijivky. 24. června ukrajinské síly oznámily obsazení území v okolí Krasnohorivky, nacházejícího se v rukou protivníka již od původní ruské invaze v roce 2014. Na počátku července v oblasti útočili i Rusové, kteří dosáhli drobnějších zisků poblíž Avdijivky a Marjinky.
Na počátku září Ukrajinci překvapivě zaútočili na oslabené ruské síly v Opytne, které zčásti obsadili, ve směru na doněcké letiště.
V listopadu pak ukrajinská armáda překvapivě zaútočila poblíž Horlivky a byť šlo zřejmě jen o snahu odlehčit jiným úsekům, podařilo se jí postoupit až za linie držené separatisty od roku 2014.

#### Avdijivka
Navzdory bojům na jiných úsecích fronty Rusové zahájili 10. října za rozsáhlé podpory dělostřelectva a letectva nový masivní útok s cílem obklíčit ukrajinské obránce v silně opevněné Avdijivce. Přestože ruská armáda dokázala mírně postoupit, od počátku její nápor provázely zprávy o katastrofálních ztrátách obrněné techniky. Nejtvrdší boje se odehrávaly o haldu průmyslového odpadu, která v rovinatém terénu poskytovala strategickou výhodu. 19. října Rusové útoky ještě zintenzivnili, dle ukrajinského generálního štábu však během jediného dne (na celé frontě) přišli o 55 tanků, 120 obrněných vozidel a 1 380 vojáků. Bitva pokračovala i v následujícím týdnu. Rusové zejména severně od města dokázali i díky převaze v počtu mužů až 5:1 postoupit, od začátku útoku až o 1,7 kilometru. Za zhruba tři týdny bojů však byla na ruské straně u Avdijivky potvrzena ztráta zhruba 200 vozidel.
Přestože Rusové ustoupili od útoků velkých mechanizovaných jednotek v oblasti, útoky neustávaly ani v listopadu. Útočníci po dobytí haldy dokázali mírně postoupit zejména na severním okraji směrem k obci Stepove, jejich ztráty však dosahovaly poměru až 14:1 a dle Ukrajinců kromě stovek kusů techniky přišli o 3-4 tisíce zabitých a až 8 tisíc zraněných mužů. Na počátku prosince se boje na severním úseku přesunuly i přímo do Stepove. Vzhledem k neúspěšným útokům na průmyslovou zónu v Avdijivce sice Rusové svým postupem na západ bezprostředně neohrožovali ukrajinské obránce v silně opevněném městě oklíčením, přesto by další ruský postup po křídlech mohl donutit Ukrajince ke stažení.

### Jižní fronta

#### Vuhledar
Na počátku listopadu Rusové překvapivě zaútočili u Vuhledaru, ale přes ztráty nedokázali postoupit.

#### Velika Novosilka
Dne 8. června ukrajinské síly podnikly protiútoky na hranici mezi Doněckou a Záporožskou oblastí, přičemž boje byly hlášeny ve směru na Velkou Novosilku. 11. června ruské zdroje oznámily ruské stažení z Nekušně, co bylo následně potvrzeno ukrajinskou stranou. Po týdnu bojů Ukrajina údajně osvobodila zhruba 95 km2 území kolem Velyké Novosilky.
11. června osvobodila 68. myslivecká brigáda spolu s několika prapory územní obrany vesnici Blahodatne, což byla třetí obec, kterou osvobodily ukrajinské síly během protiofenzívy. Později téhož dne bylo v tiskové zprávě potvrzeno i osvobození sousední vesnice Makarivka. Celkem ukrajinské síly postoupily o 300 až 1500 metrů.
ISW vyhodnotil, že mezi 10. a 11. červnem ukrajinské síly osvobodily Makarivku, Nekušně, Blahodatne, Storoževe a Novodarivku v jižní části Doněcké oblasti. Minimálně některé z obcí měly být osvobozeny prakticky bez boje.
26. června bylo ukrajinskou stranou oznámeno osvobození obce Rivnopil. Ukrajinský postup v oblasti se dočasně zastavil a k jeho obnovení došlo až v první polovině července. Po necelých 2 týdnech bojů se podařilo ukrajinským silám dne 27. července získat pod kontrolu obec Staromajorske, a zároveň tak výrazně zkomplikovat pozici ruských obránců v sousedních obcích Urožajne a Zavitna Bazhannija.
V září ukrajinská armáda bez velkých úspěchů zahájila útoky o několik kilometrů východněji směrem na obce Novodoněcke a Novomajroske.

#### Orichiv
8. června zahájily ukrajinské síly protiútoky kolem města Orichiv v Položském regionu v Záporožské oblasti. Útoky se soustředily kolem frontových vesnic Robotyne a Verbove. Ukrajinské síly prolomily první obranné linie, držené 58. vševojskovou armádou a GRU, což vedlo k ústupu obránců do druhé obranné linie. Ruské síly později podnikly protiútok a dobyly původní pozice zpět. ISW poznamenal, že ruský jižní vojenský okruh, který má na starosti obranu této linie, jednal ve svých obranných operacích s „netypickou mírou soudržnosti“. Ruské zdroje nabízely různá vysvětlení úspěchu počáteční obrany jako využití minových polí, vzdušné převahy a systémů elektronického boje (EW). Američtí představitelé a ruské ministerstvo obrany informovali, že ozbrojené síly Ukrajiny utrpěly během útoků „značné ztráty“. Američané však uvedli, že se neočekává, že by ztráty ovlivnily protiofenzívu jako celek.
Dne 9. června došlo k dalším bojům v okolí Orichivu, přičemž ukrajinské síly s podporou těžké techniky zahájily tlak na město Tokmak. Volodymyr Zelenskyj blahopřál ukrajinským silám k jejich „výsledkům“ na východě Ukrajiny.
10. června ukrajinské síly dosáhly dalších zisků jižně a západně od obce Lobkove a západně od Novopokrovky. 11. června ISW oznámilo, že 19. motostřelecká divize 58. vševojskové armády spolu s milicemi a jihoosetskými jednotkami se stáhli z Lobkove, kam následně vstoupila ukrajinská armáda. Ukrajinci následně hlásili, že Rusové do oblasti stahují k zastavení útoku své elitní jednotky.
18. června Ukrajinci osvobodili obec Pjatychatky. Zároveň zasáhli velký muniční sklad v obci Rykove více než 100 kilometrů za frontovou linií. Ve druhé polovině června dosáhli drobných zisků ve směru na Robotyne.

##### Robotyne
26. července ukrajinské síly u Robotyne podnikly velký mechanizovaný útok, které se mělo účastnit až okolo 80 kusů těžké techniky, při němž se podařilo prorazit menší ruské obranné pozice. Část útoku směřovala východně k obci Verbove, kde se podařilo poprvé během této protiofenzívy dosáhnout hlavní ruské obranné linie. Do akce se dle nepotvrzených zpráv měly zapojit i jednotky 10. ukrajinského armádního sboru, který byl v průběhu protiofenzívy držen v záloze. Ukrajinci i za použití kazetové munice dokázali postoupit a 11. srpna vstoupili do severní části obce Robotyne.
O Robotyne, které bylo součástí první ruské linie opevnění, však obě strany nadále sváděly těžké boje. Ukrajinci do útoku nasadili i 82. výsadkovou útočnou brigádu vyzbrojenou bojovými vozidly pěchoty Marder, obrněnými vozidly Stryker a tanky Challenger 2. 21. srpna již Ukrajinci ovládali většinu obce a dosáhli taktických úspěchů i jižně od Malé Tokmačky, které jim umožnily operovat za nejhustšími minovými poli. Dobytí celé obce Ukrajinci oznámili 28. srpna. Rusové k zastavení ukrajinského postupu u Robotyne nasadili 76. výsadkovou divizi, což dle některých analytiků znamená, že ruská armáda již nemá k dispozici prakticky žádné strategické rezervy k zastavení případného průlomu. Obavy z ukrajinského postupu v oblasti hlásili rovněž ruští blogeři. Boje se následně přesunuly k obcím Verbove a Novoprokopivka.
Ukrajinská armáda na jihu zaznamenala úspěchy rovněž v dělostřeleckém boji, kde dle OSINT komunity ruské ztráty dělostřeleckých systémů byly během uplynulého měsíce až sedminásobné oproti ukrajinským.
V září Ukrajinci drobně rozšířili své zisky poblíž Robotyne a Verbove, ruská obrana se však za pomoci dalších posil nezhroutila. Do oblasti byly přesunuty elitní ruské výsadkové jednotky, které ukrajinský postup výrazně zpomalily. Až 21. září se u Verbove objevila obrazová dokumentace pohybu ukrajinské těžké techniky za hlavní obrannou linií. Ukrajinci pomalu postupovali k severnímu okraji Novoprokopivky. Přestože Rusové neustálými protiútoky vyčerpávali své jednotky, díky zpomalení postupu získali čas na budování dalších opevnění v týlu.
Na podzim, zejména po ruském útoku na Avdijivku, boje u Robotyne ztratily na intenzitě a obě strany pokračovaly v lokálních operacích.

### Chersonská fronta

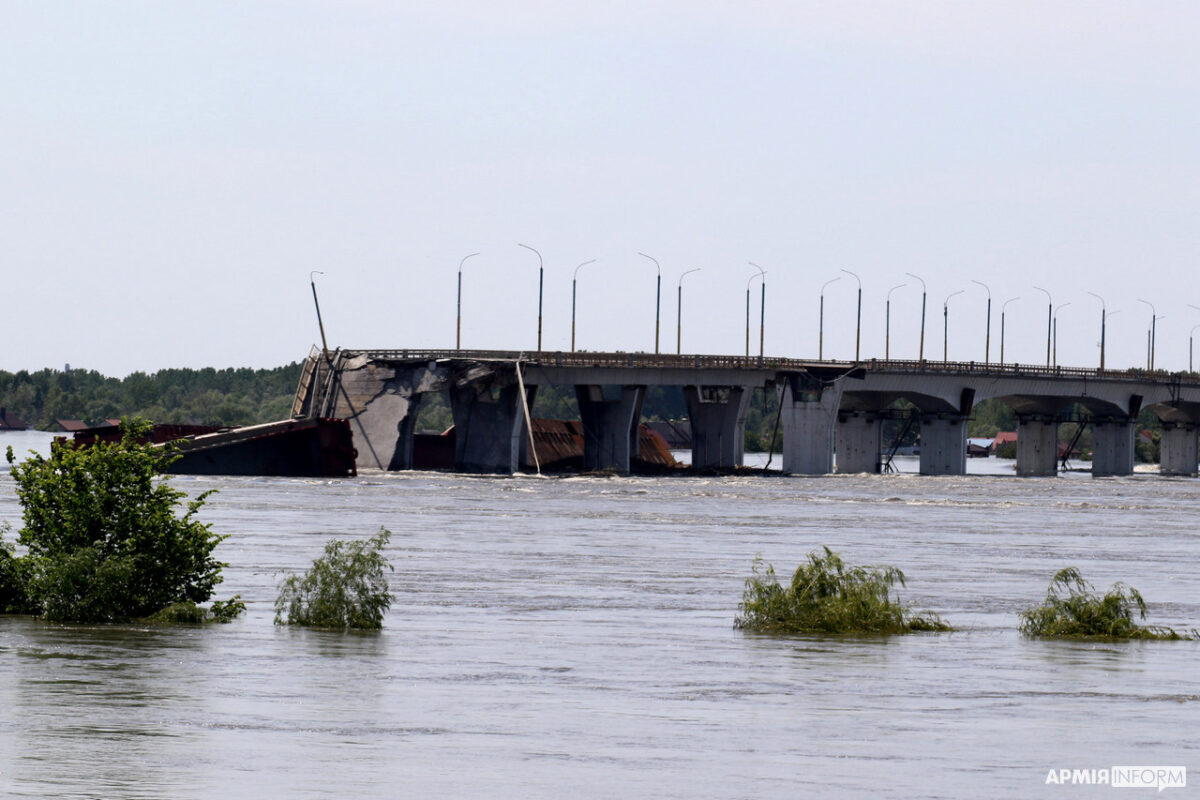
Rozvodněný Dněpr a zničený Antonivský most komplikují ukrajinské útočné operace na chersonské frontě

Na konci června 2023 proruské zdroje na Telegramu hlásily překročení řeky Dněpr ukrajinskými jednotkami. 26. června Ukrajinci získali pozice na levém (východním) břehu Dněpru poblíž zničeného Antonivského mostu, kde se za dělostřelecké a minometné podpory snažili vybudovat předmostí ve směru na obec Olešky. Dle některých ruských zdrojů následně došlo k eliminaci ukrajinských sil na Rusy ovládaném břehu řeky, což ovšem nebylo doloženo věrohodnými důkazy. Případný větší ukrajinský útok v tomto směru však komplikoval rozvodněný Dněpr.
Dne 8. srpna se začaly objevovat zprávy o ukrajinském postupu u obce Kozači Laheri severovýchodně od míst předchozích střetů. Vzhledem k ruským útokům se však Ukrajinci v polovině srpna stáhli.
Ukrajinská armáda i nadále podnikala nájezdy na druhý břeh, ovšem v polovině října se začaly objevovat informace zejména z ruských zdrojů o chystaném rozsáhlejším ukrajinském útoku přes Dněpr a budování předmostí severně od obce Piščanivka poblíž železničního mostu. Po utlumení ukrajinských operací poblíž Robotyne zůstal východní břeh Dněpru pro ukrajinskou armádu po obsazení obce Krynky nejnadějnějším místem pro další, byť mimořádně riskantní, postup. Ruská armáda vyměnila velitele svých sil v oblasti, kdy generálplukovníka Makareviče nahradila Teplinským.
V průběhu podzimu Ukrajinci posilovali svou přítomnost na levém břehu Dněpru. Na počátku listopadu několik různých předmostí drželo dle ruských zdrojů zhruba 300 ukrajinských vojáků a poprvé byla hlášena i těžká technika. 13. listopadu ruské státní agentury a ministerstvo obrany vydaly překvapivou zprávu o přeskupení ruských sil u Dněpru na výhodnější pozice, následně však byla označena za omyl. Ruské snahy o rozdrcení ukrajinských výsadků se však kvůli dělostřelecké podpoře a rozsáhlému nasazení dronů na ukrajinské straně setkávaly s neúspěchy.
Ukrajinci čelili velkým logistickým problémům při zásobování předmostí, zajišťovaném čluny přes Dněpr. Ty byly prakticky neustále terčem ruského ostřelování a ukrajinské pozice se navzdory početní nevýhodě dařilo držet zejména díky převaze sebevražedných FPV dronů.

### Útoky za frontovou linií
Ačkoli frontové linie po prvotních ukrajinských úspěších po zahájení protiofenzívy zůstávaly poměrně statické, úspěchů Ukrajinci dosahovali útoky na ruská velitelská stanoviště a logistiku včetně poškození Krymského mostu v noci ze 16. na 17. července. Útoky proti ruské logistice zesílily na počátku srpna, kdy se podařilo opakovaně zasáhnout důležitý Čonharský a Heničeský most. Zároveň Ukrajinci začali ohrožovat dosud relativně bezpečný ruský přístav Novorossijsk a ruská plavidla v Černém moři.
Ukrajina během protiofenzívy výrazně zintenzivnila dronové útoky na ruském území, zejména hlavní město Moskvu. Během útoku 20. srpna na ruské vojenské letiště Solca v Novgorodské oblasti dokázala ukrajinská armáda zničit minimálně jeden strategický bombardér TU-22M3. 23. srpna se Ukrajinci během přepadové akce vylodili na Krymu a dokázali zničit část moderního protiletadlového systému S-400. Během dronového útoku v noci na 30. srpna si Ukrajinci nárokovali zničení minimálně 4 transportních letounů Iljušin Il-76.
V září Ukrajinci zintenzivnili tlak na okupovaný Krym a ruské pozice v Černém moři. Do 10. září obsadili těžební věže poblíž Rusy okupovaného poloostrova, v noci z 12. na 13. září pak bombardovali domovský přístav ruské Černomořské floty, při němž výrazně poškodili výsadkovou loď Minsk třídy Ropucha, ponorku Rostov na Donu třídy Kilo a suché doky sloužící k opravě plavidel. O den později pak dle Rusů zaútočili na hlídkovou loď Sergej Kotov, ukrajinská armáda navíc hlásila zničení části cenného systému S-400. 20. září Ukrajinci zaútočili na záložní velitelství Černomořské floty, kde se v danou chvíli měla nacházet řada vysokých ruských důstojníků, o dva dny později pak cílili na oficiální velitelství v Sevastopolu. 4. listopadu pak při dalším útoku poškodili korvetu Askold.
17. října Ukrajinci zřejmě poprvé použili čerstvě dodané balistické střely ATACSM z USA a při útocích na letiště v Berďansku a Luhansku zničili nebo poškodili dohromady nejméně 14 vrtulníků, dle OSINT komunity minimálně 21. 26. října pak při dalším útoku mělo dojít ke zničení ruské protivzdušné baterie S-400.
Rusové kromě úspěchů při útocích sebevražednými drony Lancet na ukrajinskou obrněnou techniku dokázali při útoku z 19. září zasáhnout letiště v Kryvém Rihu a poškodit minimálně jeden letoun Mig-29. 4. listopadu Rusové zhruba 18 km za frontovou linií zasáhli skupinu vojáků 128. útočné horské brigády, shromážděnou za účelem vyznamenání, a způsobili jí ztrátu až několika desítek mrtvých.

## Ztráty
Vzhledem k tzv. válečné mlze, kdy ani jedna strana neinformovala o svých ztrátách a neumožňovala nezávislé ověření, bylo hlášení o ztrátách protistrany možné přičítat informační válce. K 28. červenci 2023 byla od začátku protiofenzívy dle nezávislého projektu Oryx vizuálně potvrzená ztráta 276 kusů těžké techniky na ukrajinské straně a 261 na ruské straně. Do počátku října Rusové ztratili více těžké techniky než Ukrajinci, přestože dle vojenské vědy by útočník měl zaznamenávat ztráty zhruba 3:1. Dle Oryxu bylo na ruské straně za tři měsíce bojů potvrzeno 1 773 ztracených kusů techniky, z toho 326 tanků, na ukrajinské straně to bylo 1 007 kusů, z čehož bylo 142 tanků. Do 1. listopadu i vzhledem k těžkým ztrátám u Avdijivky číslo na ruské straně vzrostlo na 2 364 kusů, z toho 436 tanků, zatímco na ukrajinské 1 184 kusů, z čehož 174 kusů tvořily tanky.
Dle Davida Axe Ukrajinci za 13 týdnů od zahájení protiofenzívy nenávratně přišli pouze o 5 ze 71 dodaných tanků Leopard 2, v žádném navíc nezemřela jeho osádka, což se ukázalo jako velká výhoda oproti tankům sovětské konstrukce. Celkem Ukrajinci přišli k 1. listopadu ze Západu dodávané techniky minimálně o 10 tanků Leopard 2A6 (z toho tři zničené), 10 Leopardů 2A4 (šest zničených), 3 poškozené a opuštěné tanky Stridsvagn 122, 1 zničený tank Challenger 2, 55 bojových vozidel Bradley (29 zničených), 4 bojová vozidla CV-90 nebo 4 Marder 1A3.
Rusové ztratili v úvodních týdnech bojů velké množství dělostřelecké techniky, protivzdušných systémů nebo až šest bitevních vrtulníků Kamov Ka-52.

## Analýza
Ukrajinská protiofenzíva byla přirovnávána ke dni D, přičemž operace byla považována za klíčový okamžik války.
Úspěch protiofenzívy by byl západními lídry interpretován jako důkaz oprávněnosti vojenské pomoci Ukrajině a reálné možnosti ukrajinského vítězství, což by podpořilo pokračování západní vojenské pomoci. V závislosti na konkrétních cílech ofenzívy by vítězství mohlo oslabit strategickou pozici Ruska ve válce.
Západem dodávané vybavení včetně nočního vidění může poskytovat ukrajinským silám „taktické výhody“ během nočních bojů. Podle ruských zdrojů citovaných ISW to podporuje další noční útoky, zatímco ruské síly si udržují náskok v elektronickém boji, což jim umožňuje narušit ukrajinskou komunikaci zejména mezi pozemními a vzdušnými jednotkami, zejména při využití dronů. Západem dodaná technika dává Ukrajincům výhodu v podobě větší šance osádky na přežití v případě zásahu nebo poškození minami.
Dle analytiků se z pohledu Ukrajinců jedná o extrémně složitou kombinovanou operaci proti připravené obraně protivníka, kterou by v takovém rozsahu bylo schopno úspěšně provést pouze minimum zemí, navíc bez vzdušné převahy, s čímž nemá zkušenosti ani armáda Spojených států. Právě ruská letecká převaha nad bojištěm a zejména nasazení ruských vrtulníků Kamov Ka-52 se v prvních týdnech projevila jako jeden z největších problémů pro ukrajinský postup. Ruská armáda se spoléhala na masivní letecké bombardování, proti kterému Ukrajinci neměli adekvátní obranu. Ke zhroucení ruské obrany nepřispěla ani vzpoura Wagnerovy skupiny pod vedením Jevgenije Prigožina a jejich tažení na Moskvu z 24. června.
Ačkoli ukrajinská protiofenzíva během prvního měsíce nedosáhla výraznějšího postupu, na straně některých ruských generálů zesílila nespokojenost s vývojem zejména dělostřelecké války. Nejviditelnější byl případ generála Ivana Popova, který byl po své kritice vedení zbaven funkce velitele 58. vševojskové armády.

### Spory o úspěšnost operace
Již po prvních neúspěšných ukrajinských pokusech o průlom se na přelomu června a července místy začala na Západě objevovat kritika. Kritici vyčítali ukrajinskému velení zejména selhání manévrovém boji a přechod na útoky malých jednotek a opotřebovávací válku, vedoucí k pomalému postupu do hloubkové ruské obrany.
Mimořádnou pozornost pak v polovině srpna získal zejména článek v americkém The Washington Post, z něhož dle citovaných anonymních zdrojů z amerických zpravodajských služeb vyplývalo, že Ukrajina v roce 2023 nedosáhne hlavních cílů protifenzívy a nepřeruší pozemní spojení Ruska s Krymem. Ruský nezávislý server Meduza dokonce předpovídal, že po zastavení ukrajinského postupu mohou přejít do rozsáhlejšího útoku Rusové. Naopak dle bývalého velitele amerických sil v Evropě Marka Hertlinga nebo profesora strategických studií na univerzitě St Andrews Phillipse O'Briena vývoj svědčil v ukrajinský prospěch a průlom mohl přijít náhle po dostatečném vyčerpání ruských jednotek. Rovněž dle bývalého amerického generála Davida Petraeuse se války nevyvíjí lineárním tempem a ruské frontové jednotky v oblasti vykazovaly vyčerpání.

### Příčiny neúspěchu protiofenzívy
Dle analýzy think tanku RUSI vedla k neúspěchu operace z ukrajinského pohledu řada faktorů. Podle ní byly brigády určené k útoku nedostatečně vycvičené a vyzbrojené, chyběla koncentrace sil v jednom směru a moment překvapení. Ruští obránci očekávali útok směrem na Tokmak a ukrajinským šancím neprospělo ani politické rozhodnutí dlouhodobě bránit Bachmut, kde byly vázány zkušené ukrajinské jednotky.